# Línea 328 (Montevideo)
La línea 328  de la red de transporte urbano de Montevideo une Punta Carretas con la intersección de las avenidas Pedro de Mendoza y de las Instrucciones, en Casavalle.

## Características
Fue creada en los años noventa por la cooperativa Unión Cooperativa Obrera del Transporte uniendo de manera inicial el entonces reciente inaugurado Shopping Punta Carretas con la intersección de las Avenidas de las Instrucciones y Mendoza. 

## Recorridos
En ambos sentidos circula por los barrios de Punta Carretas, Villa Biarritz, Pocitos, La Mondiola, Buceo, Parque Batlle, La Blanqueada, Bolivar, Perez Castellanos, Cerrito de la Victoria, Las Acacias y los barrios Cóppola, Borro, Jardines de Instrucciones y Boiso Lanza en Casavalle.
| - (Terminal Punta Carretas) - Bulevar Artigas - Ramón Fernández - José Ellauri - José María Montero - Gonzalo de Orgaz - Leyenda Patria - Juan Benito Blanco - 26 de Marzo - Avenida Doctor Luis Alberto de Herrera - Teniente Galarza - Tiburcio Gómez - Avenida Rivera - Dolores Pereira de Rosell - Avenida Ramón Anador - Avenida Navarro - Avenida Ricaldoni - Avenida Centenario - Asilo - Avenida Doctor Luis Alberto de Herrera - Avenida Dámaso Antonio Larrañaga - Robinson - Corredor General Flores - Camino Corrales - Juan Acosta - Bernabé Michelena - Enrique Amorín - Julio Peloduro - Avenida San Martín - Bulevar Aparicio Saravia - Pasaje 322 - Cno. Gral. Leandro Gómez - Dr. José Martirené - Isidro Mas de Ayala - Justo Montes Pareja - Víctor Escardó y Anaya - Dr. José Martirené - Orsini Bertani - Avenida San Martín - Antillas - Avenida de las Instrucciones (Terminal Mendoza e Instrucciones) | - (Terminal Mendoza e Instrucciones) - Avenida de las Instrucciones - Antillas - Querétaro - Los Ángeles - Circunvalación Plaza Taras Schevchenko - Avenida San Martín - Orsini Bertani - Dr. José Martirené - Víctor Escardó y Anaya - Justo Montes Pareja - Isidro Mas de Ayala - Dr. José Martirené - Av. Gustavo Volpe - Dr. José Martirené - Bulevar Aparicio Saravia - Avenida San Martín - Dr Juan Saint Clement - Enrique Amorín - Bernabé Michelena - Gregorio Perez - Jose A. Possolo - Torricelli - Camino Corrales - Galvani - Rancagua - Corredor General Flores - Ingeniero José Serrato - Avenida Dámaso Antonio Larrañaga - Joanicó - Avenida Luis Alberto de Herrera - Avenida Centenario - Avenida Ricaldoni - Avenida Navarro - Avenida Ramón Anador - Alejo Rosell y Rius - Avenida General Rivera - Avenida Luis Alberto de Herrera - 26 de Marzo - José Ellauri - Ramón Fernández - Bulevar Artigas - (Terminal Punta Carretas) |

## Destinos intermedios
Ida
- Gruta de Lourdes

Vuelta
- Avenida 8 de Octubre y Avenida Luis Alberto de Herrera
- Estadio Centenario